# 西恩·列侬
西恩·列侬（英语：Sean Ono Lennon、日语：、日本名：小野太郎，1975年10月9日—），生于美国纽约，美国创作歌手、音乐家、吉他手和演员，他是披头士乐队灵魂核心约翰·列侬和美籍日裔艺术家小野洋子的獨子。

## 音樂作品

### 独唱专辑
- Into the Sun（英语：Into the Sun (Sean Lennon album)）（1998年）
- Half Horse, Half Musician（1999年）
- Friendly Fire（英语：Friendly Fire (Sean Lennon album)）（2006年）

### 与Albert Hammond Jr.
- Yours to Keep（英语：Yours to Keep (Albert Hammond Jr. album)）（2006年）
- ¿Cómo Te Llama?（2008年）

### 与Cibo Matto
- Super Relax（1997年）
- Stereo * Type A（1999年）

### 与The Ghost of a Saber Tooth Tiger
- Acoustic Sessions（2010年）
- La Carotte Bleue（2011年）

### 与小野洋子/塑胶小野乐队
- Rising（英语：Rising (Yoko Ono album)）（1995年）
- Blueprint for a Sunrise（2001年）
- Don't Stop Me! EP（2009年）
- Between My Head and the Sky（2009年）
- The Flaming Lips 2011 EP: The Flaming Lips with Yoko Ono/Plastic Ono Band（2011年）

### 电影配乐
- Moonwalker (1988年）
- Five Children And It（2004年）
- Smile for the Camera（2005年）
- Friendly Fire（2006年）
- The Stranger[2]（2008年）
- Rosencrantz and Guildenstern Are Undead（2008年）
- Tea Fight (2008年）
- A Monster In Paris (Un Monstre à Paris)（2011年）
- Alter Egos（2012年）

### 制作
- Soulfly – Primitive（英语：Primitive (Soulfly album)）（2000年）
- Valentine（英语：valentine (film)） Original Soundtrack（2001年）
- Esthero – Wikked Lil' Grrrls（2005年）
- Irina Lăzăreanu – Some Place Along the Way（2007年）
- 小野洋子/塑胶小野乐队 – Between My Head and the Sky（2009年）

## 影视作品
- 月球漫步者（英語：Moonwalker，1988年）
- Imagine: John Lennon（1988年）
- 吸血鬼猎人巴菲（英語：Buffy the Vampire Slayer，1997年）
- Melrose Place第7季第8集（1998年）
- Smile for the Camera（2005年）
- Friendly Fire（2006年）
- Coin Locker Babies（2008年）
- 巴黎魅影（2011年）
- Alter Egos（2012年）